# Chiddes (Saona e Loira)
Chiddes è un comune francese di 76 abitanti situato nel dipartimento della Saona e Loira nella regione della Borgogna-Franca Contea.

## Società

### Evoluzione demografica
Abitanti censiti